# Maxim Canișev
Maxim Canișev (n.  1989, Hristoforovca – d. 8 aprilie 2009, municipiul Chișinău, Moldova) a fost una din cele patru victimele alegate ale revoltei anticomuniste ce a avut loc în Chișinău în zilele de 6 și 7 aprilie 2009. A murit în condiții suspecte, după cum scrie un raport al organizației nonguvernamentale Promo – Lex.

## Circumstanțele morții
Maxim Canișev, originar din satul Hristoforovca, studia la Universitatea Tehnică din Moldova și locuia într-unul cămin de pe strada Studenților. Nu mai luase legătura cu familia sa din 11 martie 2009 și fusese dat dispărut încă din 22 martie, conform procurorului general Valeriu Gurbulea. Tatăl tânărului a declarat: „Cu mult mai devreme, Maxim nu dăduse niciun semn. Nu știam cum să-l găsim. M-am dus la «Antena C» și am rugat să plaseze vreun anunț despre dispariția fiului nostru. Au refuzat, spunând că nu e treaba lor”.
A fost găsit mort în lacul Ghidighici din Chișinău, pe 18 aprilie 2009. Medicii legiști au stabilit că moartea ar fi survenit cu 11 zile înainte, pe 8 aprilie. Avea o traumă la coloana vertebrală și o pată de sânge, în urma unei hemoragii. A fost înmormântat pe 9 mai. În data de 9 iulie 2009, familia încă nu intrase în posesia unei expertize medico-legale în legătură cu circumstanțele  morții.

## Interpretări
Procuratura Generală a susținut că între decesul lui Canișev și demonstrațiile din aprilie 2009 nu exista nici o legătură și că tânărul s-ar fi aruncat în lac, ipoteză respinsă de fratele Veaceslav Canișev, întrucât ar fi avut coloana fracturată încă dinainte.
Veaceslav Canișev a mai declarat că „Nu prea era el implicat cu politica. Dar, în cazul acesta, credem că fie a fost omorât de către necunoscuți, fie că mergea pe undeva pe alături la protestele din 7 aprilie, unde a fost bătut de poliție, după care aruncat în lacul Ghidighici.” Ultima presupunere a fost coroborată pe 8 aprilie 2010 de Gheorghe Brega, deputat de la Partidul Liberal, secretarul Comisiei parlamentare de investigare a evenimentelor din aprilie 2009, care a declarat într-o emisiune de televiziune : „Probabil, [polițiștii, n.n.] l-au încărcat în mașină, pentru a-l duce la Comisariatul Buiucani, în drum, însă, Canișev a decedat. Polițiștii, speriați, au decis să nu-l mai ducă la Comisariat, aruncându-l în lacul de la Ghidighici”.
În ciuda angajamentului partidelor din AIE de a afla adevărul despre evenimentele de după alegerile din aprilie 2009, care le-au propulsat la putere, decesul lui Canișev rămâne neclarificat.